# Hinrich Wilhelm Kopf

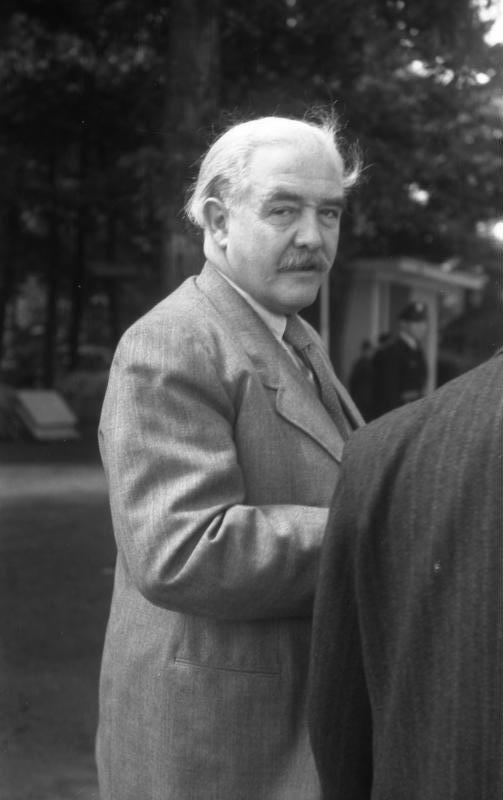
Hinrich Wilhelm Kopf 1948 auf der Rittersturz-Konferenz

Hinrich Wilhelm Kopf (* 6. Mai 1893 in Neuenkirchen; † 21. Dezember 1961 in Göttingen) war ein deutscher Politiker (SPD). Er war Ministerpräsident des 1946 gegründeten Landes Hannover und danach ab Ende des Jahres bis 1955 und erneut von 1959 bis 1961 erster und dritter niedersächsischer Ministerpräsident.

## Leben
Nach dem Besuch der Volksschule seines Heimatdorfs besuchte er das Realprogymnasium in Otterndorf und wechselte dann auf die Höhere Staatsschule nach Cuxhaven. Im Alter von 16 Jahren brach er die Schule ab, um in die Vereinigten Staaten auszuwandern. Hier schlug er sich etwa neun Monate in New Jersey mit Aushilfsjobs durch, kehrte dann aber nach Deutschland zurück. Er besuchte nun das Andreanum in Hildesheim, wo er das Abitur ablegte. Anschließend machte er eine Lehre in einem landwirtschaftlichen Betrieb. Ab 1913 absolvierte er ein Studium der Rechts- und Staatswissenschaften in Marburg und Göttingen, unterbrochen durch zweimalige Teilnahme am Ersten Weltkrieg von 1914 bis 1915 sowie von 1917 bis 1918. Während seines Studiums war er Mitglied der fakultativ schlagenden schwarzen Verbindung Lunaburgia Göttingen im Miltenberger Ring. Er trat im Jahr 1919 der SPD bei und war ab 1921 persönlicher Referent des Reichstagsabgeordneten und ehemaligen Innenminister Eduard David, anschließend Regierungsrat im preußischen bzw. thüringischen Innenministerium. Zwischen 1923 und 1928 folgte eine Tätigkeit im Bank- und Versicherungswesen. Von 1928 bis 1932 war er als erster Sozialdemokrat Landrat in seinem Heimatkreis Hadeln. Von Oktober 1932 bis 1933 war er Angestellter im Regierungsbezirk Oppeln. Nach seiner Entlassung aus dem öffentlichen Dienst infolge der Machtübernahme der Nationalsozialisten 1933 war Kopf als selbständiger Kaufmann und Landwirt tätig.
Kopf war in den Jahren 1939 bis 1943 im Auftrag der NS-Regierung als Vermögensverwalter im besetzten Polen, zunächst mit einer eigenen Firma gemeinsam mit dem Juristen Edmund Bohne, später dann für die Haupttreuhandstelle Ost tätig und war „Treuhänder konfiszierter polnischer und jüdischer Güter“ und als Enteignungskommissar im Gebiet Lubliniec tätig. Dabei muss sich Kopf an der Enteignung und Aussiedlung der polnischen Bevölkerung verantwortlich beteiligt haben.

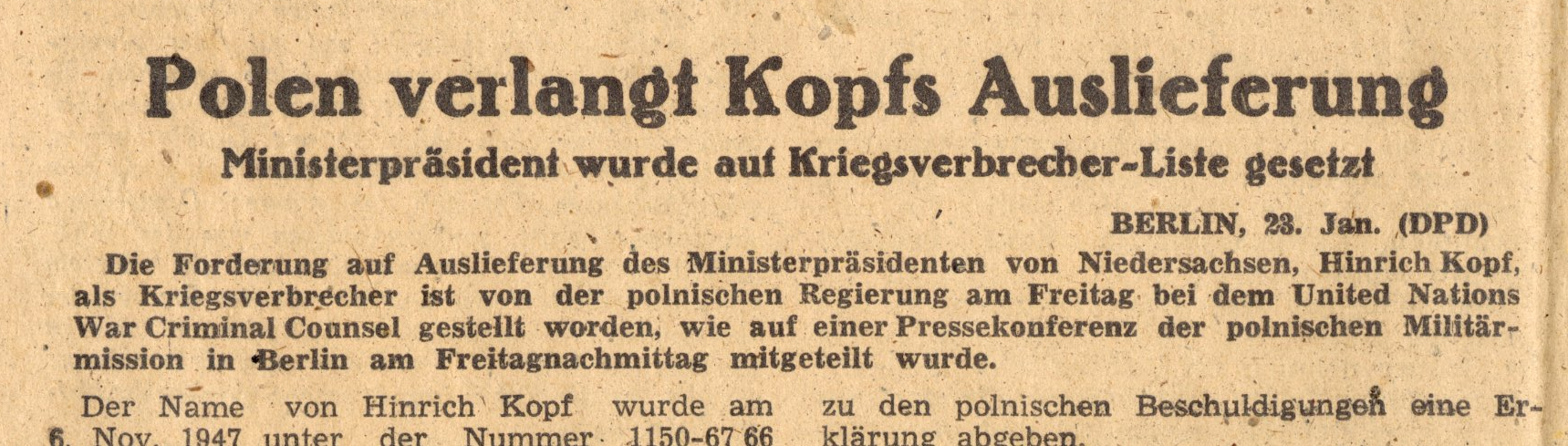
„Polen verlangt Kopfs Auslieferung. Ministerpräsident wurde auf Kriegsverbrecher-Liste gesetzt“
Deutsche Volkszeitung vom 24. Januar 1948

Bundestagswahl 1949: Die RSF-Ortsgruppe Norden demonstriert gegen Kopf

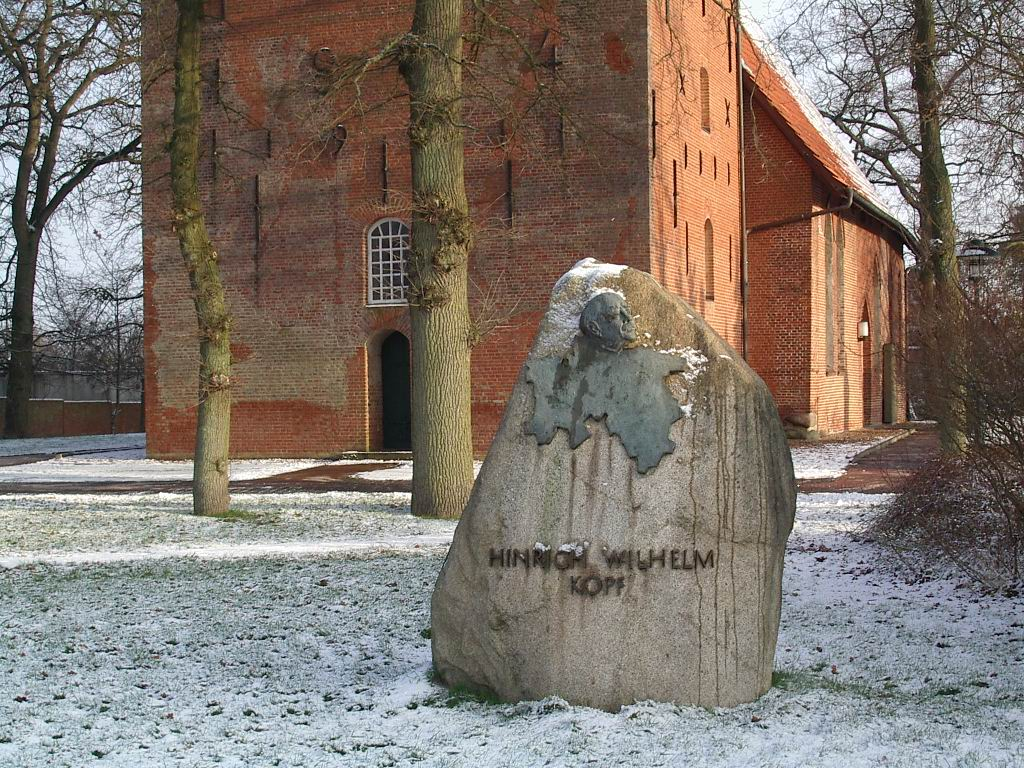
Denkmal von Frijo Müller-Belecke im Park vor der St.-Marien-Kirche in seinem Heimatort Neuenkirchen

Im Jahr 1948 versuchte die Regierung der Volksrepublik Polen, ihn für die Tätigkeiten im besetzten Polen mit einem Auslieferungsersuchen an die britische Kontrollkommission als Kriegsverbrecher zur Verantwortung zu ziehen. Das Höhere Militärgericht in Herford lehnte diesen Antrag ab. Kopf stand seit November 1947 auf der Kriegsverbrecherliste der alliierten Kriegsverbrecherkommission. Die Streichung von der Liste der Kriegsverbrecher führte in Polen zu der Forderung, gegen ihn in Abwesenheit ein Strafverfahren durchzuführen.
Im Jahr 1945 wurde Kopf von der Britischen Militärregierung zum Oberpräsidenten der Provinz Hannover ernannt. In der Folge war er maßgeblich an den Konzepten zur Gründung des Landes Niedersachsen beteiligt, dessen erster Ministerpräsident er am 1. November 1946 wurde. Gemeinsam mit Adolf Grimme und Fritz Sänger leitete er die Ausarbeitung der im Jahr 1951 verabschiedeten niedersächsischen Landesverfassung. Auf einem Plakat der SPD aus der unmittelbaren Nachkriegszeit wurde neben einem Kopf-Porträt als Slogan gezeigt: „Ich bin Sozialist, weil ich Christ bin“.
Nach seiner zweiten Amtsperiode zog sich Kopf im Jahr 1955 vorübergehend aus der Politik zurück, nahm aber die Aufgabe eines Aufsichtsratsmitglieds beim Hüttenwerk Peine an. Im Jahr 1957 kehrte er als Innenminister in die Landespolitik zurück, von 1959 bis zu seinem Tod amtierte er erneut als Ministerpräsident.
Kopf wurde vielfach „der rote Welfe“ genannt, ob aufgrund freundschaftlicher Verbindungen zum Welfenhaus, ist zweifelhaft. Zur Hochzeit im Welfenhaus im Jahr 1951 wurde er nicht eingeladen. Kopf galt als volksnah, bodenständig und trinkfest. Er war Jäger. Zahlreiche Aussprüche wurden noch lange nach seinem Tod als Beleg für seine volksnahe Sprache kolportiert. Der im ehemaligen Landratsamt Otterndorf hängende plattdeutsche Spruch: „Pus’di man nich op, büst ok blot mit’n nookten Moors oppe Welt komen“ („Puste Dich mal nicht so auf, Du bist auch bloß mit einem nackten Hintern auf die Welt gekommen“), soll von ihm stammen.

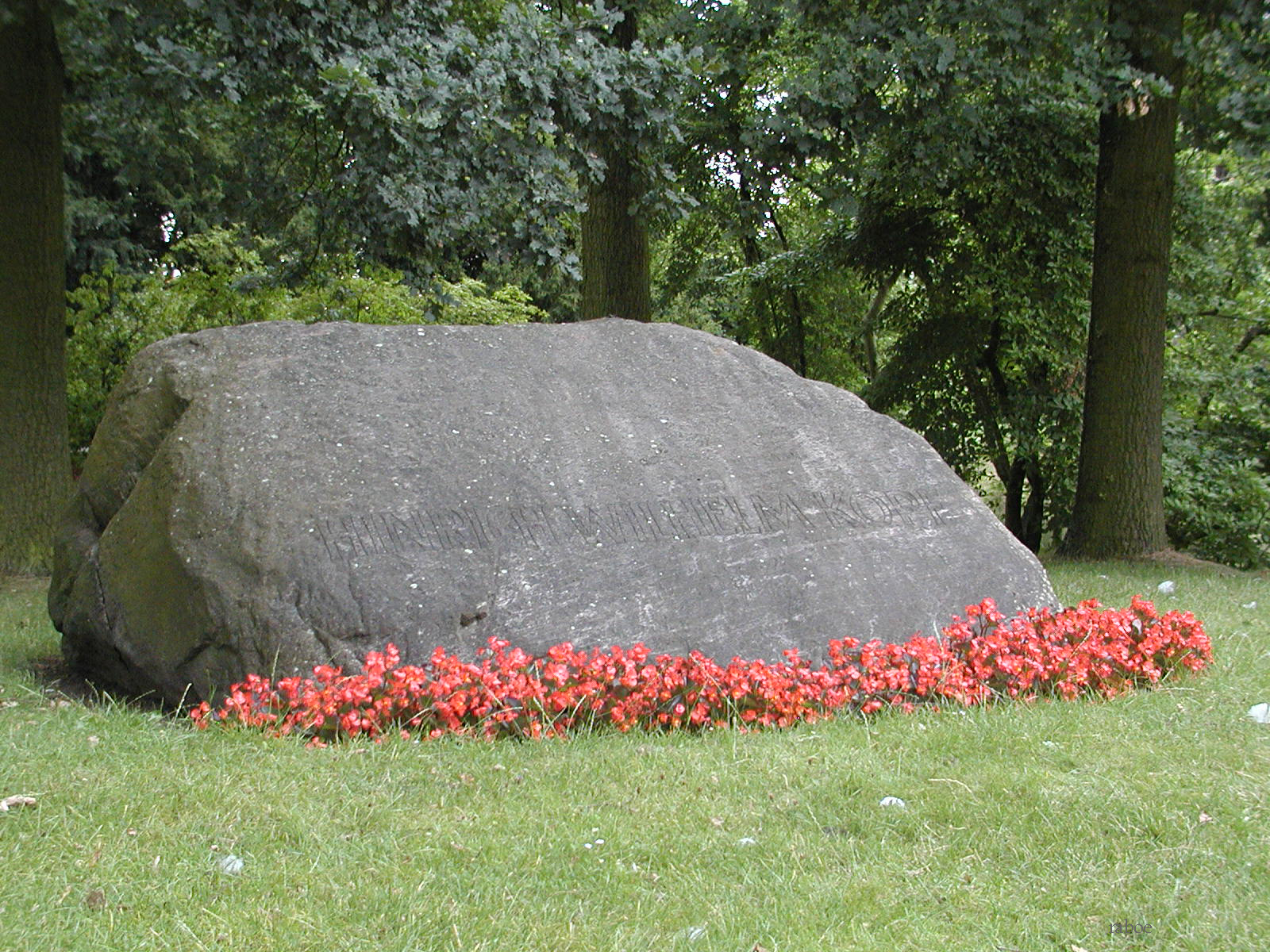
Das Grab von Hinrich Wilhelm Kopf auf dem Stadtfriedhof Stöcken

Seine Grabstätte befindet sich auf dem Stadtfriedhof Stöcken in Hannover und war bis 2015 ein sogenanntes Ehrengrab der Stadt Hannover, deren Verwaltung es mit Blumen schmückte und pflegte. Im Juni 2015 wurde in den Gremien des Rates der Stadt die Aufhebung der früheren Entscheidung eingeleitet, weil Kopf „der Ehrung unwürdig“ sei.

## Privatleben
Kopf war insgesamt drei Mal verheiratet. Im Jahr 1919 heiratete er Änne Lüssenhop. Von ihr ließ Kopf sich jedoch scheiden. Nach der Scheidung heiratete er Josefine Freiin von Behr; auch diese Ehe endete nach dem Zweiten Weltkrieg mit einer Scheidung. Josephine Kopf heiratete anschließend Hinrich Wilhelm Kopfs Kultusminister Adolf Grimme. Hinrich Wilhelm Kopf heiratete erneut seine erste Ehefrau.

## Politische Ämter und Ehrungen
- 1928–1932 Landrat des Kreises Hadeln in Otterndorf
- Mai – September 1945 Regierungspräsident Hannover[13]
- September 1945 – August 1946 Oberpräsident der preußischen Provinz Hannover
- 23. August – 9. Dezember 1946 Ministerpräsident des Landes Hannover
- 9. Dezember 1946 – 26. Mai 1955 und 12. Mai 1959 bis zum Tod am 21. Dezember 1961 Niedersächsischer Ministerpräsident
- 11. April 1947 – 9. Juni 1948 und 19. November 1957 – 12. Mai 1959 Niedersächsischer Innenminister
- 22. Juni 1950 – 13. Juni 1951 Niedersächsischer Minister für Ernährung, Landwirtschaft und Forsten
- 14. August 1950 – 13. Juni 1951 Niedersächsischer Finanzminister
- 7. September 1951 – 6. September 1952 Präsident des Bundesrates
- 1. Dezember 1953 – 26. Mai 1955 Niedersächsischer Justizminister (geschäftsführend)
- 1953 wurde Kopf vom Bundespräsidenten das Großkreuz der Bundesrepublik Deutschland verliehen.
- 1961 wurde ihm der Schlesierschild der Landsmannschaft Schlesien verliehen.

## Bewertung des Verhaltens zwischen 1933 und 1945
Nach dem Jahr 2010 setzte eine Berichterstattung über Kopfs Verhalten in der Zeit des Nationalsozialismus ein, die insbesondere durch die Dissertation der Göttinger Politologin Teresa Nentwig am Institut für Demokratieforschung der Universität Göttingen ausgelöst wurde. Insbesondere seine Tätigkeit als sog. Vermögensverwalter im von Deutschland besetzten Polen wurde als Verstrickung in die Verbrechen der nationalsozialistischen Ausplünderung bewertet. Nach 1945 leugnete Kopf diese Verstrickung. Er habe in der Angelegenheit „den Landtag belogen“, äußerte sich 2013 Kopfs späterer Amtsnachfolger Stephan Weil. Im Niedersächsischen Landtag warfen Politiker aller Richtungen Kopf vor, zwar nicht Nationalsozialist gewesen zu sein, sich aber am Eigentum jüdischer und polnischer Mitbürger als Immobilienverwalter bei deren Enteignung bereichert zu haben. Diese neuen Erkenntnisse über Kopf beruhen zum großen Teil auf den Forschungsergebnissen in der Dissertation Teresa Nentwigs.
Nach Vorlage der neuen Forschungsergebnisse hat der Niedersächsische Landtag bei der Historischen Kommission für Niedersachsen und Bremen ein Gutachten zur Biographie Kopfs in Auftrag gegeben. Im Oktober 2013 legte sie dieses Gutachten vor, in dem sie im Wesentlichen Nentwigs Forschungsergebnisse zusammenfasst und die zum Teil bereits in der Gründungsphase des Landes Niedersachsen gegen Kopf vorgebrachten Vorwürfe bestätigt. Die Kommission votierte mit Hinweis auf die Bedeutung Kopfs im demokratischen Wiederaufbau in Niedersachsen für die Beibehaltung der Ehrungen des ersten Ministerpräsidenten durch Benennung von Schulen, öffentlichen Plätzen und Straßen. Statt einer Umbenennung schlug die Kommission vor, an einem Ort im Landtag „in geeigneter Form seine Tätigkeiten darzustellen, seine Leistungen zu würdigen und seine offensichtlichen Fehler, Versäumnisse und Vergehen während der Zeit des Nationalsozialismus offenzulegen“, wie der Kommissionsvorsitzende Thomas Vogtherr aus Anlass eines Colloquiums zur NS-Vergangenheit früherer Mitglieder der Bremischen Bürgerschaft ausführte.

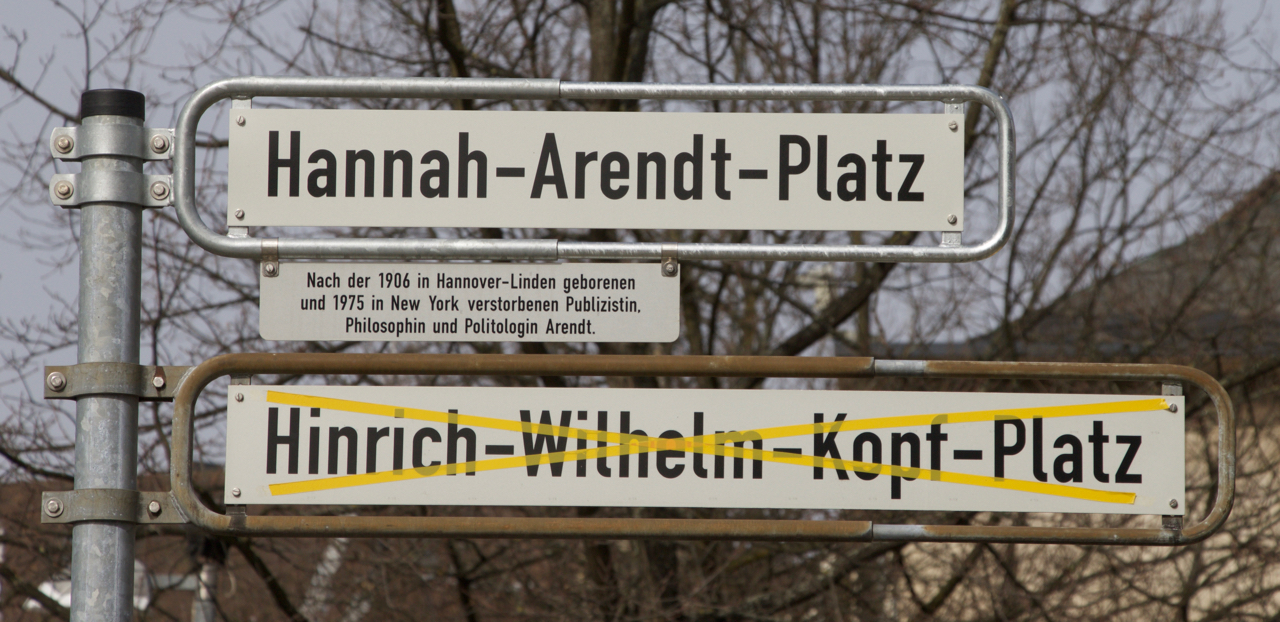
Neuer und alter Name des Hannah-Arendt-Platzes (ehemals Hinrich-Wilhelm-Kopf-Platz) im April 2016

Am 15. September 2014 beschloss der Bezirksrat Hannover-Mitte eine Namensänderung des Hinrich-Wilhelm-Kopf-Platzes am Landtag in Hannah-Arendt-Platz. Am 2. April 2015 wurde die Umbenennung vollzogen. Ebenso wurden verschiedene andere Institutionen, beispielsweise Schulen, die bisher den Namen Hinrich Wilhelm Kopf trugen, umbenannt.